# Halloween (Frank Zappa)
Halloween è un album dal vivo del musicista Frank Zappa, pubblicato postumo nel 2003.
Il disco è stato registrato a New York durante alcuni concerti nell'ottobre 1978.

## Tracce
1. NYC Audience – 1:17
2. Ancient Armaments – 8:23
3. Dancin' Fool – 4:35
4. Easy Meat – 6:03
5. Magic Fingers – 2:33
6. Don't Eat the Yellow Snow – 2:24
7. Conehead – 4:02
8. Zeets (Vinnie Colaiuta) – 2:58
9. Stink-Foot – 8:51
10. Dinah-Moe Humm – 5:27
11. Camarillo Brillo – 3:14
12. Muffin Man – 3:32
13. Black Napkins (The Deathless Horsie) – 16:56

## Formazione
- Frank Zappa - voce, chitarra
- Vinnie Colaiuta - batteria
- Arthur Barrow - basso
- Patrick O'Hearn - basso
- Tommy Mars - tastiere
- Denny Walley - chitarra, voce
- Peter Wolf - tastiere
- Ed Mann - percussioni
- L. Shankar - violino